# 維克斯堡 (亞利桑那州)
維克斯堡（英語：Vicksburg）是位於美國亞利桑那州拉巴斯縣的一個人口普查指定地區。根據2010年美國人口普查，該地人口為597人，而該地的面積約為370.18平方千米。

## 地理
維克斯堡的座標為33°44′40″N 113°45′08″W / 33.74444°N 113.75222°W，而該地最高點為海拔高度423米（即1388英尺）。